# Südlicher Tragant
Der Südliche Tragant (Astragalus australis) ist eine Pflanzenart aus der Gattung Tragant (Astragalus) in der Familie der Hülsenfrüchtler (Fabaceae).

## Beschreibung

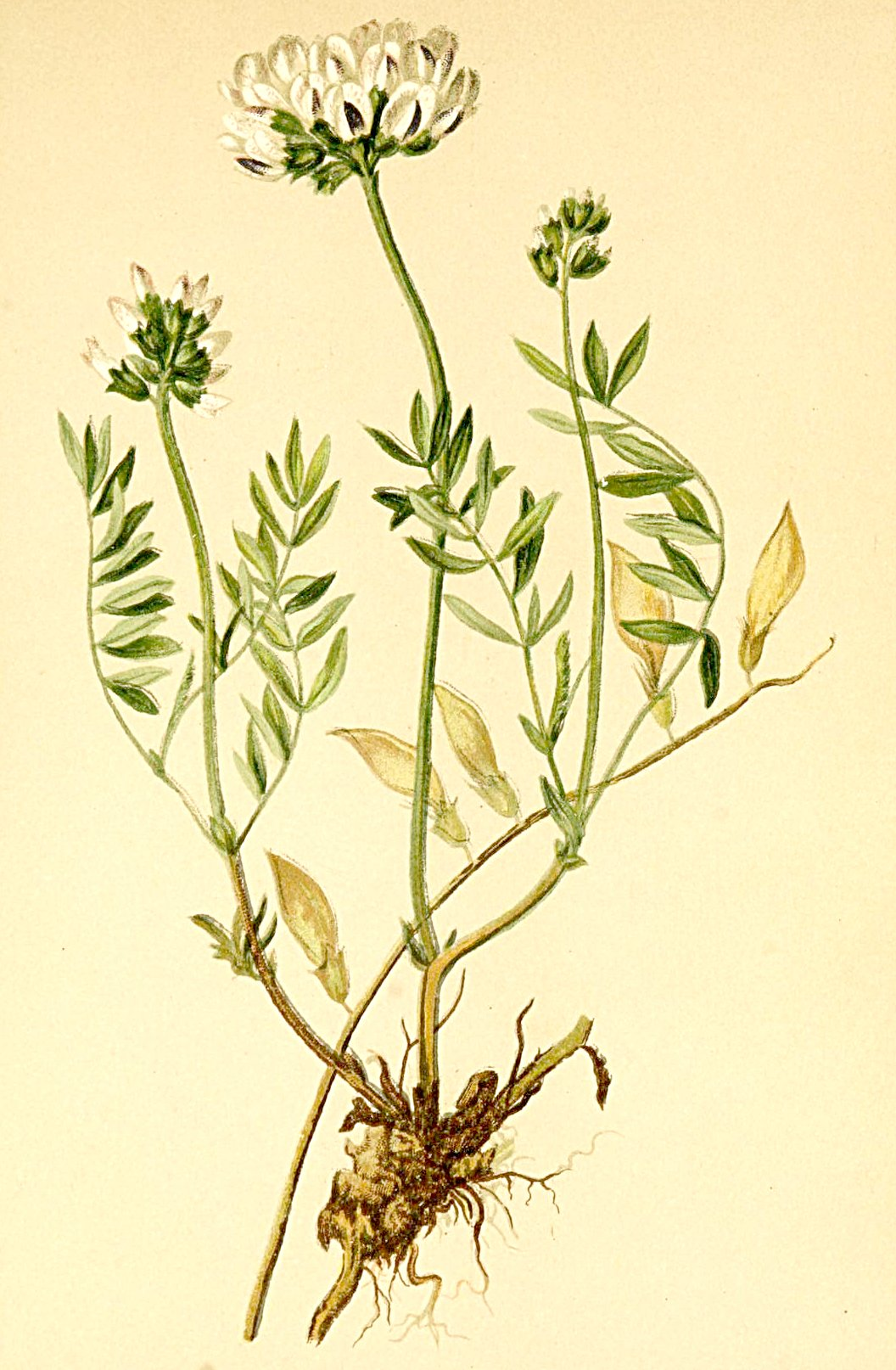
Illustration aus Atlas Alpenflora

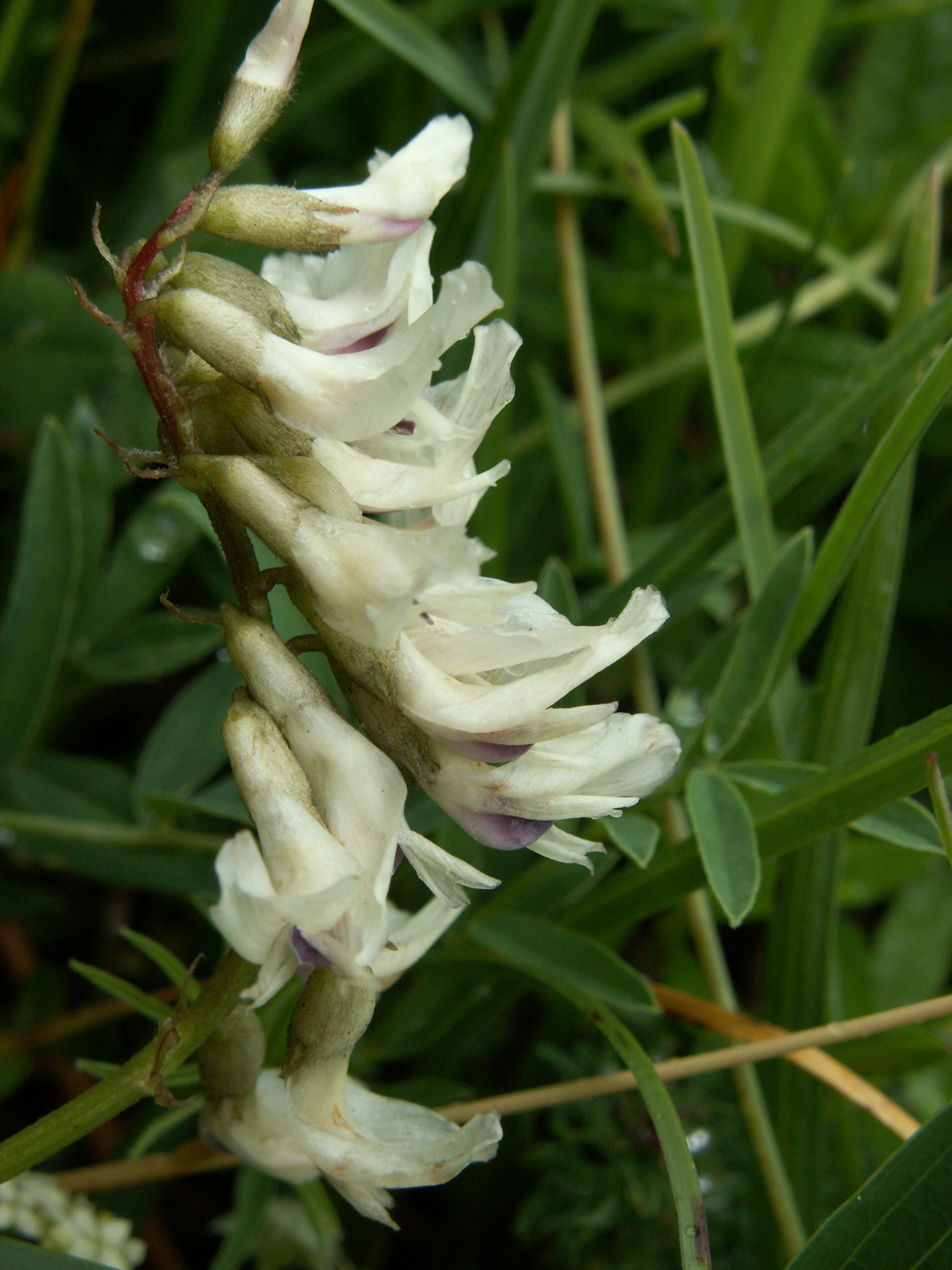
Einseitswendiger, traubiger Blütenstand

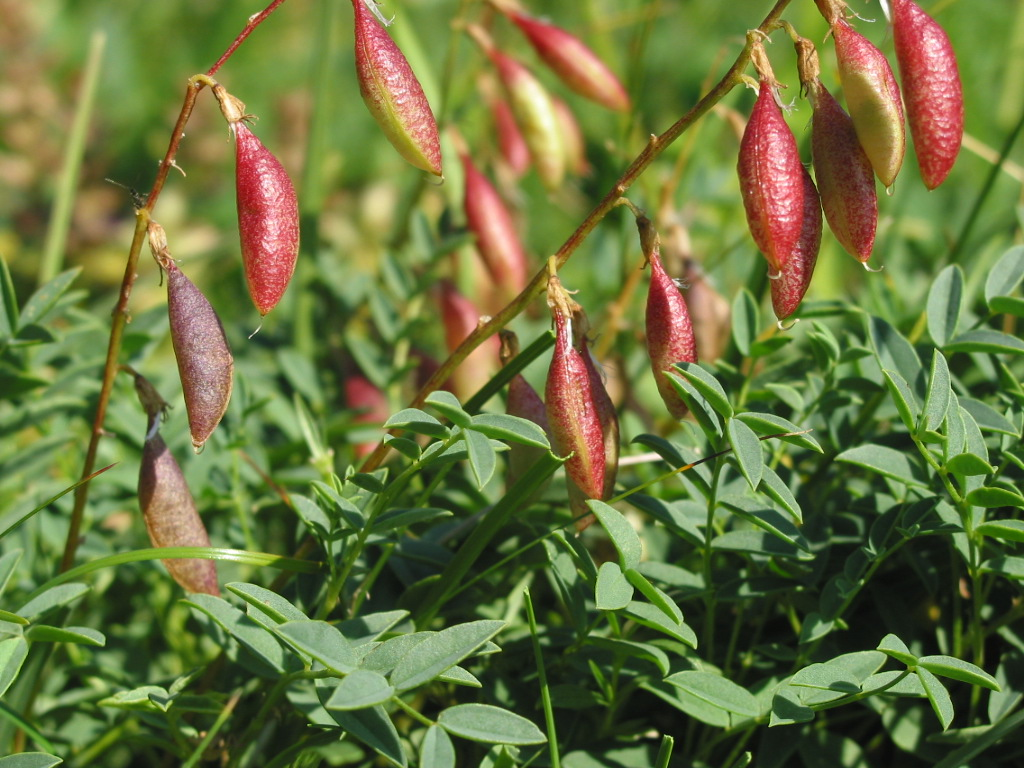
Südlicher Tragant (Astragalus australis) fruchtend

Der Südliche Tragant ist eine ausdauernde krautige Pflanze, die Wuchshöhen von 5 bis 30 Zentimetern erreicht. Der Wurzelstock ist meist stark verzweigt. Der Stängel ist niederliegend bis aufsteigend. Die gefiederten Blattspreiten besitzen selten drei, meist vier bis sieben Fiederpaare. Die Fiederblättchen sind schmal-elliptisch bis lanzettlich, 6 bis 16 Millimeter lang und 2 bis 5 Millimeter breit.
Blütezeit ist Mai von bis Juni. Die Blüten stehen in einem gedrungenen, mehr oder weniger einseitswendigen, traubigen Blütenstand zusammen. Die zwittrigen Blüten sind zygomorph und fünfzählig mit doppelter Blütenhülle. Die Blüte ist etwa 10 bis 15 Millimeter lang und abstehend bis nickend. Die Blütenkrone ist gelblich-weiß mit violetter Schiffchenspitze, zuweilen sind auch die Fahne und die Flügel violett. Die Flügel sind vorne tief zweilappig bis ausgerandet. Der Kelch ist dicht mit anliegenden braunen bis schwärzlichen Haaren besetzt, er ist röhrig-glockig. Die Kelchzähne sind dreieckig, zugespitzt, die unteren sind länger aals die oberen, aber kürzer als die Kelchröhre. Die Hülsenfrucht ist aufgeblasen und kahl. Sie hat einen Stiel, der den Kelch weit überragt und ist 26 bis 30 Millimeter lang, 5 bis 9 Millimeter breit und zugespitzt.
Die Chromosomenzahl beträgt 2n = 32 oder 48.

## Vorkommen
Der Südliche Tragant hat ursprüngliche Vorkommen in Spanien, Frankreich, Deutschland, Schweiz, Italien, Österreich, im früheren Jugoslawien und in der früheren Tschechoslowakei, in Polen, Rumänien, Bulgarien und in der Ukraine.
In Mitteleuropa ist der Südliche Tragant in den nördlichen und südlichen Kalkalpen selten und in den Zentralalpen kommt er auf kalkhaltigem Gestein vereinzelt vor. Er ist insgesamt in Mitteleuropa eine sehr seltene Pflanzenart. Er steigt in den Alpen am Gornergrat im Wallis bis 3120 Meter Meereshöhe auf. In den Allgäuer Alpen steigt er bis zu 2200 Meter Meereshöhe auf. Auf der Balkanhalbinsel ist der Südliche Tragant im Maglić, Durmitor, den Prokletije, der Šar planina sowie im Pirin verbreitet.
Der Südliche Tragant gedeiht am besten auf lockeren, steinigen oder mergeligen Böden, die etwas kalkhaltig und tonig sein sollten. Er besiedelt schüttere alpine Rasen, Schutthalden und Moränen. Er ist eine Charakterart des Elynetum. Nach Helmut Gams in Hegi meidet er im Gegensatz zum Alpen-Tragant (Astragalus alpinus) die stärker beweideten Rasenflächen. Er bevorzugt südexponierte Abwitterungshalden und Wildheuplanggen mit der Horst-Segge (Carex sempervirens).
Die ökologischen Zeigerwerte nach Landolt et al. 2010 sind in der Schweiz: Feuchtezahl F = 3 (mäßig feucht), Lichtzahl L = 4 (hell), Reaktionszahl R = 4 (neutral bis basisch), Temperaturzahl T = 1+ (unter-alpin, supra-subalpin und ober-subalpin), Nährstoffzahl N = 2 (nährstoffarm), Kontinentalitätszahl K = 4 (subkontinental).

## Taxonomie
Die Erstveröffentlichung erfolgte 1767 unter dem Namen (Basionym) Phaca australis durch Carl von Linné in Mantissa Plantarum Seite 103. Die Neukombination zu Astragalus australis (L.) Lam. wurde 1779 durch Jean Baptiste de Monnet de Lamarck in Flore Françoise, ou Descriptions Succinctes de Toutes les Plantes qui Croissent Naturellement en France... Band 2, Seite 637 veröffentlicht. Ein weiteres Synonym für Astragalus australis (L.) Lam. ist Astragalus helveticus (Hartm.) O.Schwarz.